# Paepalanthus fallax
Paepalanthus fallax là một loài thực vật có hoa trong họ Eriocaulaceae. Loài này được Beauverd mô tả khoa học đầu tiên năm 1908.